# Arlempdes
Arlempdes é uma comuna francesa na região administrativa de Auvérnia, no departamento do Alto Loire. Estende-se por uma área de 14,2 km². Em 2010 a comuna tinha 147 habitantes (densidade: 10,4 hab./km²).
Pertence à rede das As mais belas aldeias de França.